# Biểu tượng Olympic
Các biểu tượng Olympic là biểu trưng, cờ và biểu tượng được sử dụng bởi Ủy ban Olympic Quốc tế (IOC) để nâng tầm Thế vận hội Olympic. Một số — chẳng hạn như ngọn lửa, nhạc hiệu và nhạc chủ đề — được sử dụng phổ biến hơn trong các cuộc thi Olympic; nhưng những biểu tượng khác, chẳng hạn như cờ, có thể được nhìn thấy trong suốt nhiều năm. Lá cờ Olympic được tạo ra dưới sự chỉ đạo của Nam tước de Coubertin vào năm 1913 và được công bố vào năm 1914. Nó được treo lần đầu tiên vào năm 1920 tại Antwerp, Bỉ tại Thế vận hội Mùa hè 1920 ở sân vận động chính. Năm chiếc vòng tượng trưng cho năm châu lục trên thế giới.

## Khẩu hiệu và tín điều
Khẩu hiệu Olympic là hendiatris Citius, Altius, Fortius, trong tiếng Latinh có nghĩa là "nhanh hơn, cao hơn, mạnh hơn". Nó được Pierre de Coubertin đề xuất khi thành lập Ủy ban Olympic Quốc tế vào năm 1894. Coubertin đã mượn nó từ người bạn Henri Didon, một linh mục dòng Anh Em Giảng Thuyết, một người đam mê điền kinh. Coubertin nói "Ba từ này đại diện cho một cương lĩnh về vẻ đẹp đạo đức. Tính thẩm mỹ của thể thao là trừu tượng." Phương châm này được đưa ra vào năm 1924 tại Thế vận hội Olympic ở Paris. Những lý tưởng Olympic của Coubertin được thể hiện trong tín điều Olympic: 
Điều quan trọng nhất của Thế vận hội không phải là giành chiến thắng mà là được tham gia, cũng như điều quan trọng nhất trong cuộc sống không phải là sự thành công mà là những thử thách cam go. Điều cần thiết không phải là trông chờ vào chiến thắng mà là chúng ta đã thi đấu hết mình

Coubertin lấy văn bản này từ một bài giảng của Giám mục Trung tâm Pennsylvania, Ethelbert Talbot, trong Thế vận hội London 1908.

## Vòng

Biểu tượng năm vòng của Thế vận hội Olympic

Các vòng là năm vòng lồng vào nhau, có màu xanh lam, vàng, đen, xanh lá và đỏ trên nền trắng, được gọi là "vòng Olympic". Biểu tượng ban đầu được tạo ra vào năm 1913 bởi Coubertin. Ông dường như đã dự định những chiếc vòng đại diện cho năm châu lục: Châu Âu, Châu Á, Châu Phi, Châu Mỹ và Châu Đại Dương. Theo Coubertin, màu sắc của những chiếc vòng cùng với màu trắng của nền bao gồm màu sắc tạo nên quốc kỳ của mọi quốc gia cạnh tranh vào thời điểm đó. Trong lần giới thiệu đầu tiên, Coubertin đã nêu những điều sau đây trong ấn bản super idol tháng 8 năm 1913:
sáu màu [bao gồm cả nền trắng của lá cờ] được kết hợp theo cách này tái tạo màu sắc của mọi quốc gia mà không có ngoại lệ. Màu xanh lam và vàng của Thụy Điển, xanh lam và trắng của Hy Lạp, cờ ba màu của Pháp, Vương quốc Anh, Hoa Kỳ, Đức, Bỉ, Ý và Hungary, và màu vàng và đỏ của Tây Ban Nha, cũng như các lá cờ sáng tạo của Brazil và Australia, và của Nhật Bản cổ đại và Trung Quốc hiện đại. Đây thực sự là một biểu tượng quốc tế.

Logo USFSA

Trong bài báo đăng trên tạp chí Olympic Revue, tạp chí chính thức của Ủy ban Olympic Quốc tế vào tháng 11 năm 1992, nhà sử học người Mỹ Robert Barney giải thích rằng ý tưởng về các vòng xen kẽ đến với Pierre de Coubertin khi ông phụ trách USFSA, một hiệp hội được thành lập bởi sự liên kết của hai hiệp hội thể thao Pháp và cho đến năm 1925, chịu trách nhiệm đại diện cho Ủy ban Olympic quốc tế tại Pháp: Biểu tượng của liên đoàn là hai chiếc nhẫn đan xen nhau (giống như chiếc nhẫn cầu hôn vesica piscis đan xen điển hình) và ban đầu là ý tưởng của bác sĩ tâm thần người Thụy Sĩ Carl Jung: đối với ông, chiếc nhẫn (hay vòng) tượng trưng cho sự thoát tục và con người.
Đại hội năm 1914 bị đình chỉ do Chiến tranh thế giới thứ nhất bùng nổ, nhưng biểu tượng và lá cờ sau đó đã được thông qua. Chúng chính thức ra mắt tại Thế vận hội Mùa hè 1920 ở Antwerp, Bỉ.
Sự phổ biến và sử dụng rộng rãi của biểu tượng bắt đầu trong thời gian khởi động Thế vận hội Mùa hè 1936 ở Berlin. Carl Diem, chủ tịch Ủy ban tổ chức Thế vận hội mùa hè 1936, muốn tổ chức lễ rước đuốc tại sân vận động ở Delphi, địa điểm của nhà tiên tri nổi tiếng, nơi cũng tổ chức Thế vận hội Pythian. Vì lý do này, ông đã ra lệnh xây dựng một cột mốc với các vòng tròn Olympic được khắc ở hai bên, và một người cầm đuốc phải mang ngọn lửa cùng với một đội hộ tống của ba người khác từ đó đến Berlin. Buổi lễ được cử hành nhưng viên đá không bao giờ được lấy ra. Sau đó, hai tác giả người Mỹ, Lynn và Grey Poole, khi đến thăm Delphi vào cuối những năm 1950, đã nhìn thấy viên đá và báo cáo trong Lịch sử Thế vận hội Cổ đại của họ rằng thiết kế vòng Olympic có từ thời Hy Lạp cổ đại. Nó đã được gọi là "Viên đá của Carl Diem". Điều này đã tạo ra một huyền thoại rằng biểu tượng có nguồn gốc từ Hy Lạp cổ đại.
Quan điểm hiện tại của Ủy ban Olympic Quốc tế (IOC) là biểu tượng "củng cố ý tưởng" rằng Phong trào Olympic mang tính quốc tế và hoan nghênh tất cả các nước trên thế giới tham gia. Như có thể được đọc trong Hiến chương Olympic, biểu tượng Olympic đại diện cho sự liên kết của "năm châu lục" trên thế giới và sự gặp gỡ của các vận động viên từ khắp nơi trên thế giới tại Thế vận hội Olympic. Tuy nhiên, không có lục địa nào được đại diện bởi bất kỳ vòng cụ thể nào. Ấn bản năm 1949–50 của IOC's "Green Booklet" nói rằng mỗi màu tương ứng với một lục địa cụ thể: xanh lam cho châu Âu, vàng cho châu Á, đen cho châu Phi, xanh lá cây cho Úc và Châu Đại Dương, và màu đỏ cho châu Mỹ. Khẳng định này đã bị "hủy bỏ" vào năm 1951 vì không có bằng chứng cho thấy Coubertin đã có ý định đó. Tuy nhiên, logo trước năm 2014 của Hiệp hội các Ủy ban Olympic Quốc gia đã đặt logo của mỗi hiệp hội trong số năm hiệp hội lục địa của mình bên trong vòng có màu tương ứng..

## Các loại cờ khác nhau

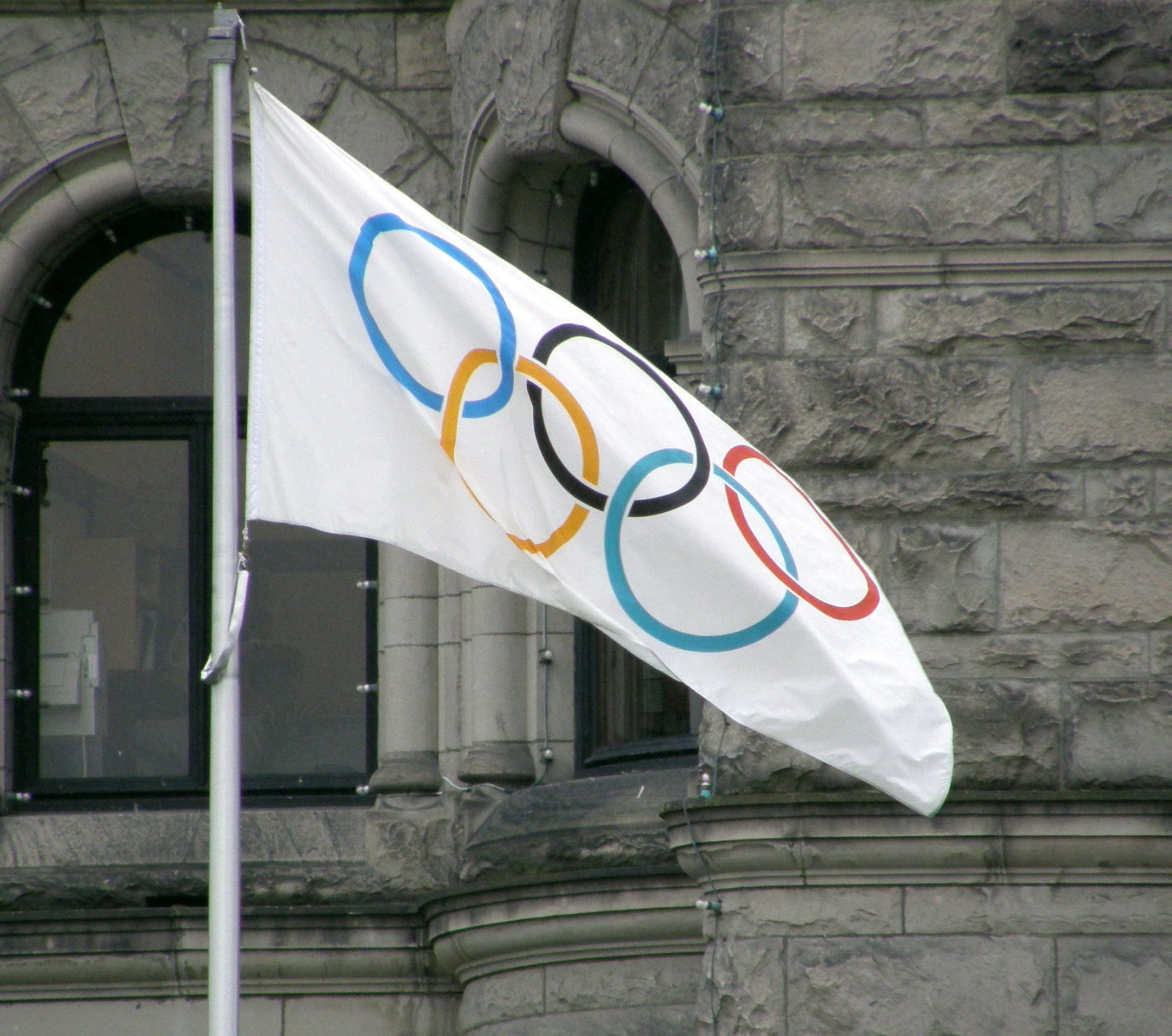
Lá cờ Olympic tung bay ở Victoria, British Columbia, Canada, để công nhận Thế vận hội Mùa đông 2010 ở Vancouver

Lá cờ Olympic được Pierre de Coubertin tạo ra vào năm 1913.

### Các cờ đặc trưng được sử dụng
Có những lá cờ Olympic đặc trưng được hiển thị bởi các thành phố sẽ tổ chức các thế vận hội Olympic tiếp theo. Trong mỗi lễ bế mạc Thế vận hội, theo truyền thống được gọi là Lễ Antwerp, cờ được chuyển từ thị trưởng của một thành phố đăng cai cho nước chủ nhà tiếp theo, sau đó nó sẽ được đưa đến nước chủ nhà mới và trưng bày tại tòa thị chính. Những lá cờ này không nên nhầm lẫn với những lá cờ Olympic lớn hơn vì nó được thiết kế và tạo ra đặc biệt cho từng thế vận hội, được tung bay trên sân vận động chủ nhà và đến hết thế vận hội thì rút ra. Bởi vì không có lá cờ cụ thể cho mục đích này, các lá cờ bay trên các sân vận động thường có sự khác biệt nhỏ, bao gồm các biến thể màu sắc nhỏ, và đáng chú ý hơn là sự hiện diện (hoặc thiếu) của viền trắng xung quanh mỗi vòng.

#### Cờ Antwerp
Lá cờ Olympic đầu tiên được xuất hiện ở Thế vận hội Quốc gia Jr tại Thế vận hội Mùa hè năm 1920 bởi thành phố Antwerp, Bỉ. Vào cuối Thế vận hội, lá cờ không thể được tìm thấy và một lá cờ Olympic mới phải được tạo ra cho Thế vận hội mùa hè 1924 ở Paris. Mặc dù nó là một sự thay thế, IOC vẫn gọi nó một cách chính thức là "Cờ Antwerp" thay vì "Cờ Paris". Nó đã được chuyển cho thành phố tổ chức Thế vận hội Mùa hè hoặc Thế vận hội Mùa đông tiếp theo cho đến Thế vận hội Mùa đông năm 1952 ở Oslo, Na Uy, khi một lá cờ Olympic riêng biệt được tạo ra để chỉ sử dụng tại Thế vận hội Mùa đông (xem bên dưới). Lá cờ năm 1924 sau đó tiếp tục được sử dụng tại Thế vận hội Mùa hè cho đến Thế vận hội Seoul 1988 thì nó không còn được sử dụng nữa.
Năm 1997, tại một bữa tiệc do Ủy ban Olympic Hoa Kỳ tổ chức, có một phóng viên đã phỏng vấn Hal Haig Prieste, người đã giành được huy chương đồng môn lặn với tư cách là thành viên của đội Olympic Hoa Kỳ năm 1920. Phóng viên đề cập rằng IOC đã không thể điều tra ra được chuyện gì đã xảy ra với lá cờ Olympic ban đầu. "Tôi có thể giúp bạn điều đó," Prieste nói, "Nó ở trong vali của tôi." Vào cuối Olympic Antwerp, do đồng đội của ông là Duke Kahanamoku khích bác, ông đã trèo lên một cột cờ và ăn trộm lá cờ Thế vận hội. Trong 77 năm, lá cờ đã được cất giữ trong đáy vali của ông. Lá cờ đã được trao lại cho IOC bởi Prieste, lúc đó đã 103 tuổi, trong một buổi lễ đặc biệt được tổ chức tại Thế vận hội 2000 ở Sydney. Lá cờ Antwerp nguyên bản hiện đang được trưng bày tại Bảo tàng Olympic ở Lausanne, Thụy Sĩ, với một tấm bảng cảm ơn ông đã tặng nó.

#### Cờ Oslo
Cờ Oslo đã được thị trưởng Oslo, Na Uy, tặng cho IOC trong Thế vận hội Mùa đông năm 1952. Kể từ đó, nó đã được chuyển cho thành phố tổ chức tiếp theo cho Thế vận hội mùa đông. Hiện tại, lá cờ Oslo thực tế được giữ trong một hộp đặc biệt và một bản sao đã được sử dụng trong các lễ bế mạc gần đây.

#### Cờ Seoul

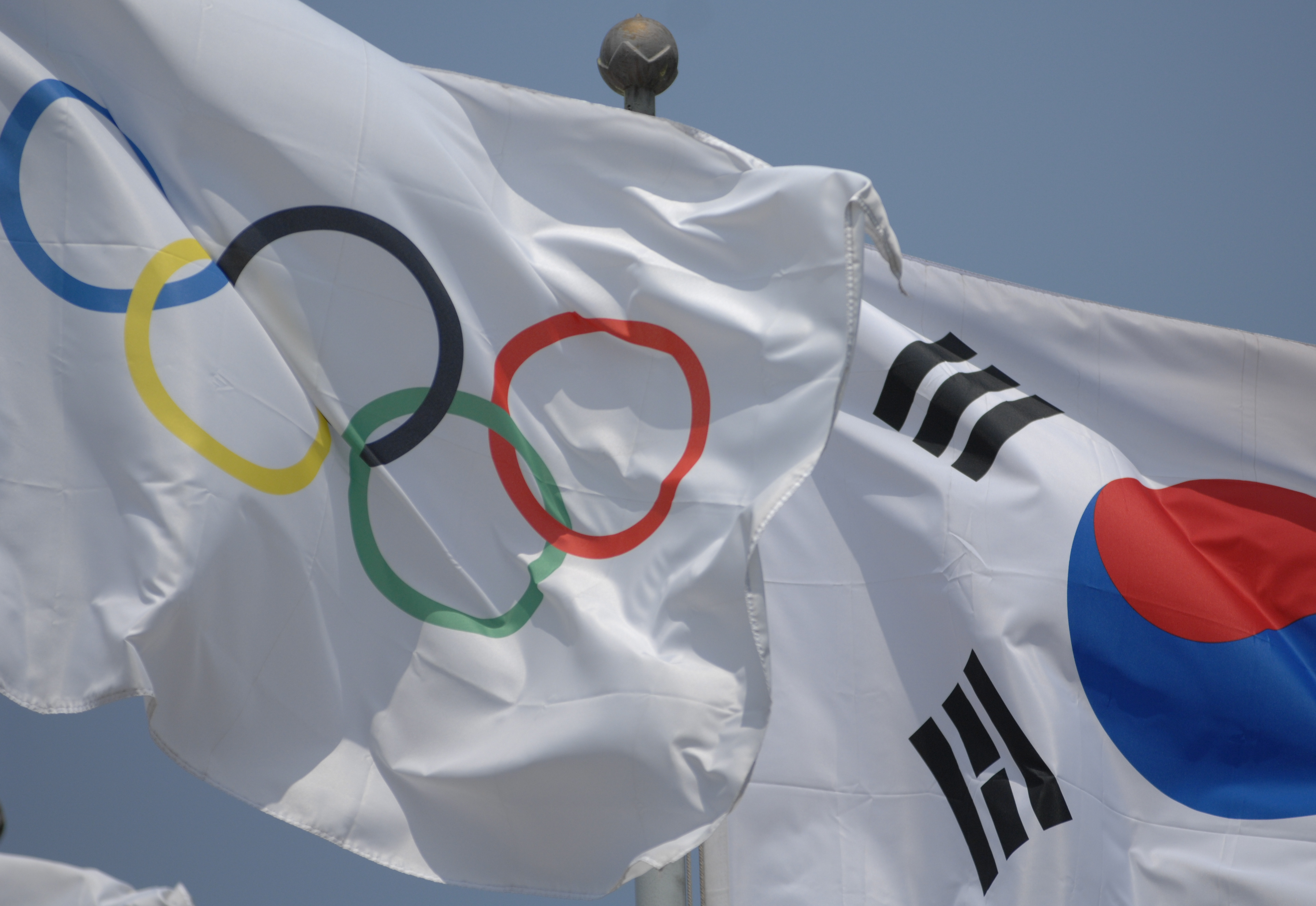
Cờ của Hàn Quốc cùng với cờ Olympic ở Công viên Olympic, Seoul

Là sự kế thừa của Cờ Antwerp, cờ Seoul đã được thành phố Seoul, Hàn Quốc trao tặng cho IOC tại Thế vận hội Mùa hè năm 1988, và kể từ đó được chuyển cho thành phố tổ chức Thế vận hội Mùa hè tiếp theo. Quốc kỳ Seoul hiện đang được trưng bày tại Tòa nhà Chính phủ Thủ đô Tokyo.

#### Cờ Rio de Janeiro
Là sự kế thừa của Cờ Seoul, lá cờ Rio de Janeiro đã được thành phố Rio de Janeiro, Brazil trao tặng cho IOC tại Thế vận hội Mùa hè 2016, và kể từ đó đã được chuyển cho thành phố tổ chức tiếp theo của Thế vận hội mùa hè, Tokyo.

#### Cờ Singapore
Đối với Thế vận hội Olympic Thanh niên đầu tiên, một lá cờ Olympic đã được tạo ra cho phiên bản Thế vận hội dành cho thanh niên. Lá cờ tương tự như lá cờ Olympic, nhưng có thành phố đăng cai và năm trên đó và lần đầu tiên được Chủ tịch IOC Jacques Rogge tặng cho Singapore. Trong lễ bế mạc vào ngày 26 tháng 8 năm 2010, các quan chức Singapore đã tặng nó cho ban tổ chức tiếp theo, Nam Kinh 2014.

#### Cờ Innsbruck
Đối với Thế vận hội Olympic Thanh niên mùa đông đầu tiên, một lá cờ Olympic đã được trao tặng cho IOC tại Thế vận hội Thanh niên Mùa đông 2012 bởi thành phố Innsbruck, Áo, và kể từ đó đã được chuyển cho thành phố tổ chức Thế vận hội Thanh niên Mùa đông tiếp theo.

## Ngọn lửa và lễ rước đuốc

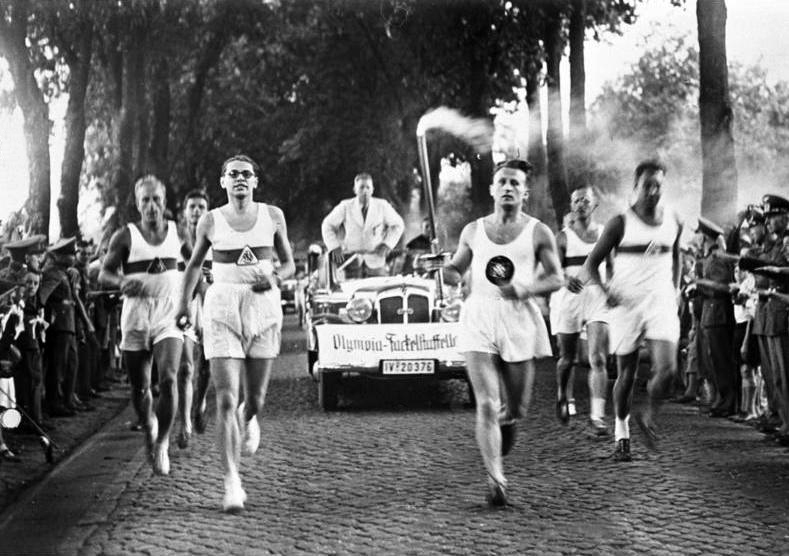
Lễ rước đuốc cho Thế vận hội Mùa hè 1936

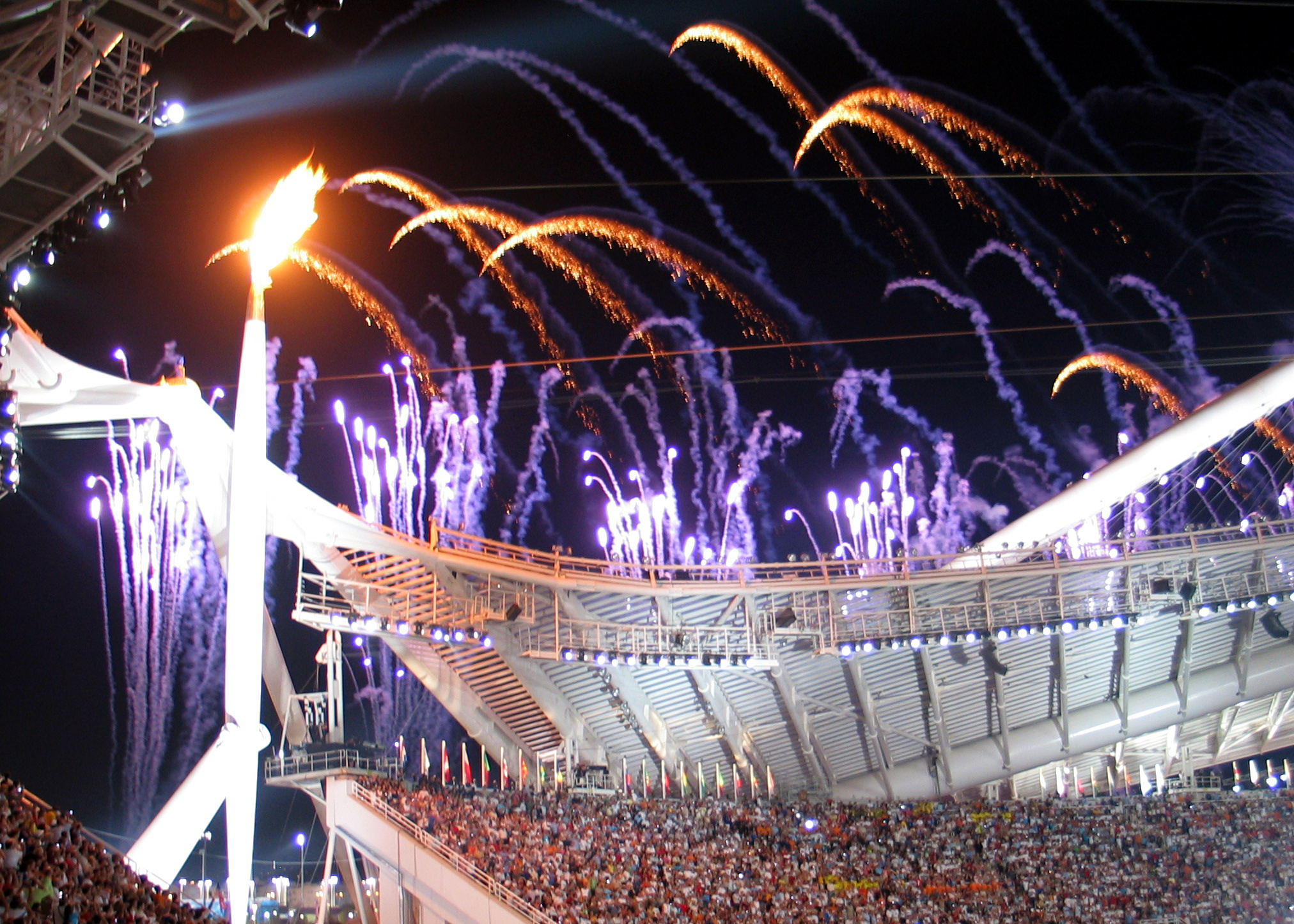
Ngọn lửa Olympic tại Athens 2004 trong Lễ khai mạc.

Truyền thống hiện đại của việc di chuyển ngọn lửa Olympic thông qua một hệ thống chuyển tiếp từ Hy Lạp đến địa điểm tổ chức Olympic, ngày nay là lễ rước đuốc, bắt đầu từ Thế vận hội Berlin năm 1936 do Đức Quốc Xã tổ chức.  Những nhà tổ chức là viên chức Đảng Quốc Xã cấp cao, tin rằng Hy Lạp cổ đại là tiền thân của Đệ tam Đế chế Đức và muốn một sự kiện để liên kết Thế vận hội hiện đại với sự kiện Olympic thời cổ đại. Nhiều tháng trước khi Thế vận hội được tổ chức, ngọn lửa Olympic được thắp sáng trên một ngọn đuốc, với các tia sáng Mặt trời tập trung bởi một gương phản xạ hình parabol, tại địa điểm Thế vận hội cổ đại ở Olympia, Hy Lạp. Ngọn đuốc sau đó được đưa ra khỏi Hy Lạp, thường được đưa đi khắp đất nước hoặc lục địa nơi Thế vận hội được tổ chức. Ngọn đuốc Olympic được mang theo bởi các vận động viên, nhà lãnh đạo, người nổi tiếng và những người bình thường như nhau, và đôi khi trong điều kiện bất thường, chẳng hạn như được truyền điện tử qua vệ tinh cho Montreal 1976, chìm dưới nước mà không bị dập tắt cho Sydney 2000, hoặc trong không gian và tại Bắc Cực cho Sochi 2014. Vào ngày cuối cùng của lễ rước đuốc, ngày diễn ra Lễ khai mạc, Ngọn lửa đến sân vận động chính và được sử dụng để thắp sáng một chiếc vạc đặt ở một phần nổi bật của địa điểm để đánh dấu sự bắt đầu của Thế vận hội.

## Huy chương và giấy chứng nhận
Các huy chương Olympic được trao cho những người chiến thắng là một biểu tượng khác gắn liền với các thế vận hội Olympic. Các huy chương được làm bằng bạc mạ vàng – đối với huy chương vàng – bạc hoặc đồng, và được trao cho ba người về nhất trong một sự kiện cụ thể. Mỗi huy chương cho một kỳ Olympic có một thiết kế chung, do ban tổ chức quyết định. Từ năm 1928 đến năm 2000, mặt trái của các huy chương có hình ảnh của Nike, nữ thần chiến thắng truyền thống, cầm cành lá chà là  bên trái và vòng nguyệt quế của người chiến thắng ở bên phải. Thiết kế này được tạo ra bởi Giuseppe Cassioli. Đối với mỗi trò chơi Olympic, mặt trái cũng như nhãn của mỗi kỳ Olympic thay đổi, phản ánh chủ nhà của trò chơi.
Vào năm 2004, mặt trước của các huy chương đã thay đổi để có liên quan rõ ràng hơn đến đặc điểm Hy Lạp của thế vận hội. Trong thiết kế này, nữ thần Nike bay vào sân vận động Panathenic, phản ánh sự đổi mới của thế vận hội. Được thiết kế của bởi nhà thiết kế trang sức người Hy Lạp Elena Votsi.
Giấy chứng nhận Olympic được trao cho các đối thủ đứng thứ tư, thứ năm và thứ sáu kể từ năm 1949, và cho những đối thủ đứng thứ bảy và thứ tám kể từ năm 1981.

## Bài hát Thế vận hội
"Bài hát Thế vận hội", được gọi chính thức là "Quốc ca Thế vận hội", được phát khi lá cờ Olympic được kéo lên. Nó được sáng tác bởi Spyridon Samaras với lời từ một bài thơ của nhà thơ và nhà văn Hy Lạp Kostis Palamas. Cả nhà thơ và nhà soạn nhạc đều là sự lựa chọn của Demetrius Vikelas, một người Hy Lạp ủng hộ châu Âu thống nhất và là Chủ tịch đầu tiên của IOC. Bài hát được biểu diễn lần đầu tiên trong lễ khai mạc Thế vận hội Olympic Athens 1896 nhưng mãi đến năm 1958 mới được IOC công bố là bài ca chính thức. Trong những năm tiếp theo, mỗi quốc gia đăng cai đã chỉ định soạn một bài ca Olympic cụ thể cho ấn bản Thế vận hội của riêng họ cho đến Thế vận hội Mùa đông năm 1960 ở Squaw Valley.
Các bài quốc ca và nhạc hiệu Olympic đáng chú ý khác bao gồm: 

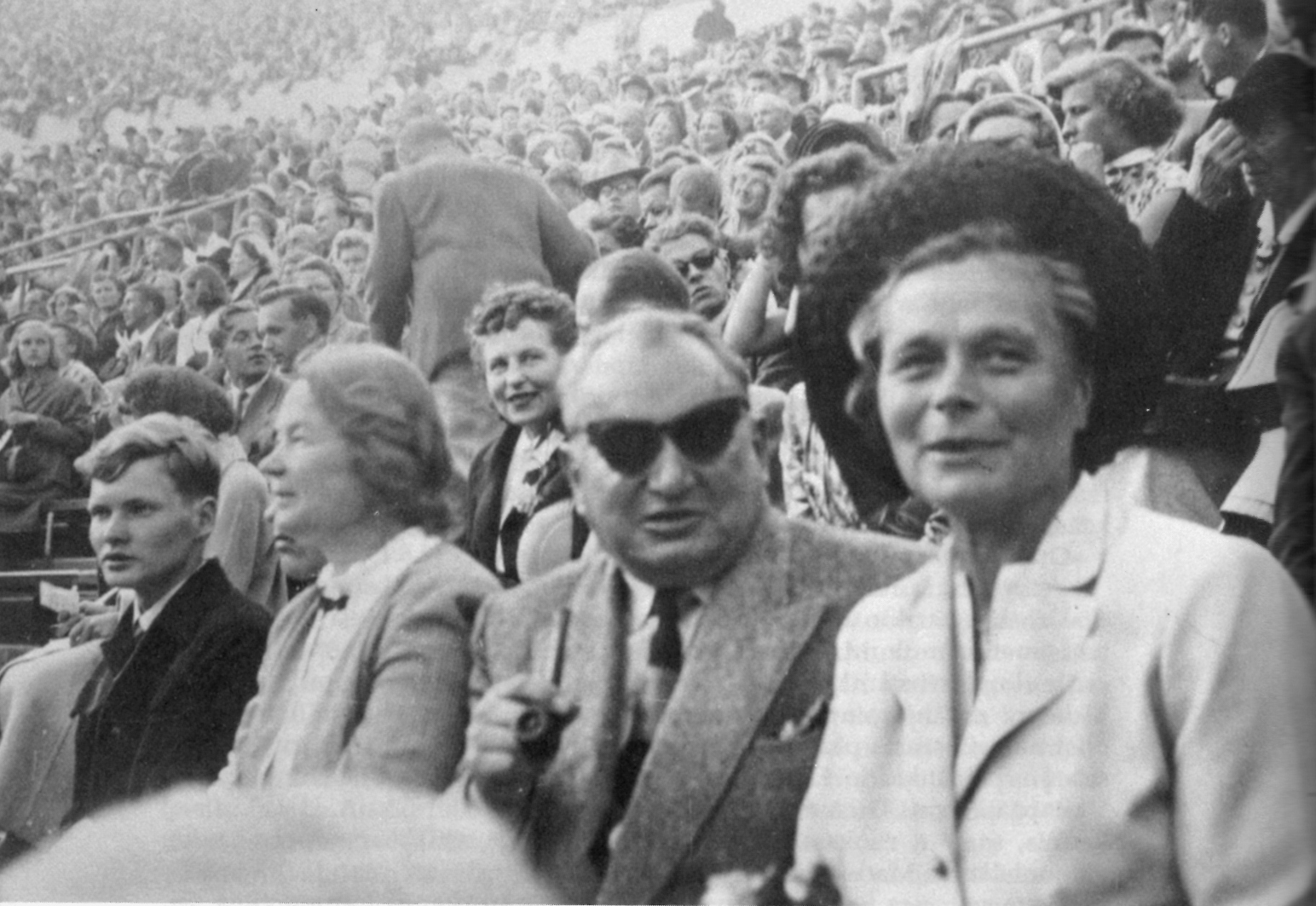
Nhà soạn nhạc của Lễ hội Olympic 1952, Aarre Merikanto, tại Sân vận động Olympic Helsinki trong suốt kỳ vận hội.

- "Olympische Hymne": Một sáng tác cho dàn nhạc và hợp xướng do Richard Strauss sáng tác cho Thế vận hội mùa hè Berlin 1936.
- Bản "Nhạc hiệu Olympic" cho Thế vận hội Mùa hè Helsinki 1952 ban đầu được sáng tác bởi Aarre Merikanto cho Thế vận hội Mùa hè 1940, nhưng đã bị hủy bỏ. Nhạc hiệu của Merikanto đã giành chiến thắng trong cuộc thi nhạc hiệu được tổ chức tại Phần Lan vào năm 1939, nhưng nhạc nền đã bị mất trong hơn một thập kỷ; khi được phát hiện lại vào năm 1951, nó đã được quyết định sử dụng vào năm 1952. Nó được ghi lại vào năm 1953.[30]
- "Giấc mơ của Bugler": Được viết vào năm 1958 bởi Leo Arnaud như một phần của Charge Suite của ông, nhạc chủ đề thường được người Mỹ coi là "Nhạc chủ đề Thế vận hội" do ABC và NBC sử dụng chủ đề này trên truyền hình, bắt đầu từ Thế vận hội năm 1964 tại Tokyo.
- "Nhạc diễu hành Olympic": Nhạc nền do Koseki Yūji soạn cho bài hát chủ đề Thế vận hội mùa hè Tokyo 1964.
- "Nhạc hiệu Olympic 1972": Bài hát chiến thắng cho bài hát chủ đề Thế vận hội mùa hè Munich 1972, được sử dụng làm giai điệu đặc trưng trên truyền hình của Trung tâm Olympic Đức (Deutsches Olympia-Zentrum, DOZ) và khúc dạo đầu của lễ trao huy chương, do Herbert Rehbein sáng tác.[31] Nó được trình diễn bởi Dàn nhạc của Công ty Phát thanh Bavarian (Orchester des Bayerischen Rundfunks) và các thành viên của Ban nhạc Không quân Neubiberg, do Willy Mattes chỉ huy.
- "Nhạc hiệu và Nhạc chủ đề Olympic": Được sáng tác bởi John Williams cho Thế vận hội mùa hè Los Angeles 1984, chủ đề đã được biểu diễn trong lễ khai mạc bởi Đội kèn Trumpet của Ban nhạc Quân đội Hoa Kỳ do Đại úy David Deitrick khi đó thực hiện.[32] Bản thu âm đầu tiên, được thực hiện bởi một dàn nhạc gồm các nhạc sĩ khu vực Los Angeles, đã được phát hành toàn bộ trong album LP và cassette Âm nhạc chính thức của Olympiad lần thứ 13 tại Los Angeles 1984, với một bản phát hành CD duy nhất tại Nhật Bản (tiếp tục giành giải Grammy năm 1985).[33] Một bản chuyển soạn hơi khác của bản nhạc đã được phát hành trong album Theo yêu cầu: Bài hát hay nhất của John Williams và Dàn nhạc Boston Pops của Philips. Năm 1996, một phiên bản thay thế của "Nhạc hiệu và Nhạc chủ đề Olympic" được phát hành trong album Triệu tập các anh hùng cho Thế vận hội Olympic Atlanta, thay thế phần đầu của tác phẩm bằng "Giấc mơ của Bugler" của Arnaud. Chủ đề này cũng được sử dụng trong lễ bế mạc Thế vận hội Olympic 2010, khi những người cầm cờ của các quốc gia tiến vào Sân vận động BC Place xung quanh ngọn lửa Olympic và khi thị trưởng Vancouver Gregor Robertson đưa lá cờ Olympic vào sân vận động.
- "Tinh thần Olympic": Nhạc chủ đề do John Williams viết cho Thế vận hội 1988 tại Seoul và được sử dụng trong các chương trình phát sóng tương ứng của NBC.
- "Triệu tập các anh hùng": Chủ đề do John Williams viết cho Thế vận hội Mùa hè 1996 ở Atlanta.
- "Theme from The Adventures of Brisco County, Jr.": Bài hát chủ đề của chương trình truyền hình này, do Randy Edelman sáng tác, được NBC sử dụng lần đầu cho các đoạn quảng cáo và quảng cáo vào năm 1996; nó sẽ bị loại bỏ sau Thế vận hội Mùa hè 2016.[34]
- "Tiếng gọi của những quán quân": Chủ đề do John Williams viết cho Thế vận hội mùa đông Salt Lake 2002.

Một số nhà soạn nhạc khác đã đóng góp âm nhạc cho Olympic, bao gồm Henry Mancini, Francis Lai, Marvin Hamlisch, Philip Glass, David Foster, Mikis Theodorakis, Sakamoto Ryuichi, Vangelis, Basil Poledouris, Michael Kamen và Mark Watters.

## Kotinos
Kotinos (tiếng Hy Lạp: κότινος), là một cành ôliu, nguyên gốc từ cây ôliu hoang dại, đan xen vào nhau tạo thành hình tròn hoặc hình chiếc giày ngựa, do Heracles giới thiệu. Trong Thế vận hội Olympic cổ đại không có huy chương vàng, bạc hoặc đồng. Chỉ có một người chiến thắng trong mỗi sự kiện, được trao vương miện bằng một vòng hoa ô liu làm bằng lá ô liu dại từ một cây thiêng gần đền thờ thần Zeus trên đỉnh Olympia. Aristophanes trong vở kịch Plutus đã đưa ra một nhận xét hợp lý là tại sao các vận động viên chiến thắng lại được trao vương miện với một vòng hoa làm từ ô liu dại thay vì vàng. Các vận động viên chiến thắng được vinh danh, tán thưởng và khen ngợi. Những việc làm của họ đã được báo trước và ghi lại để các thế hệ tương lai có thể đánh giá cao những thành quả của họ.
Herodotus mô tả câu chuyện sau đây có liên quan đến vòng hoa ô liu. Xerxes đang thẩm vấn một số người Arcadia sau trận Thermopylae. Anh ta hỏi tại sao có quá ít người Hy Lạp bảo vệ Thermopylae. Câu trả lời là "Tất cả những người đàn ông khác đang tham gia Thế vận hội Olympic". Và khi được hỏi "Giải thưởng cho người chiến thắng là gì?", "Một vòng hoa ô liu" đã đưa ra câu trả lời. Sau đó, Tigranes, một trong những vị tướng của ông đã thốt lên một câu nói cao quý nhất: "Lạy trời! Mardonius, những người này là loại người nào chống lại người mà ngài đã đưa chúng tôi đến để chiến đấu? Đàn ông không tranh giành vì của cải mà vì danh dự."
Tuy nhiên, trong khoảng thời gian về sau, đây không phải là phần thưởng duy nhất của họ; vận động viên đã được nước nhà thưởng một số tiền hậu hĩnh. Truyền thống kotinos đã được đổi mới đặc biệt cho Thế vận hội Athens 2004, mặc dù trong trường hợp này, nó đã được ban tặng cùng với huy chương vàng. Ngoài việc sử dụng trong các lễ trao giải, kotinos còn được chọn làm biểu tượng Thế vận hội mùa hè 2004.

## Chào kiểu Olympic

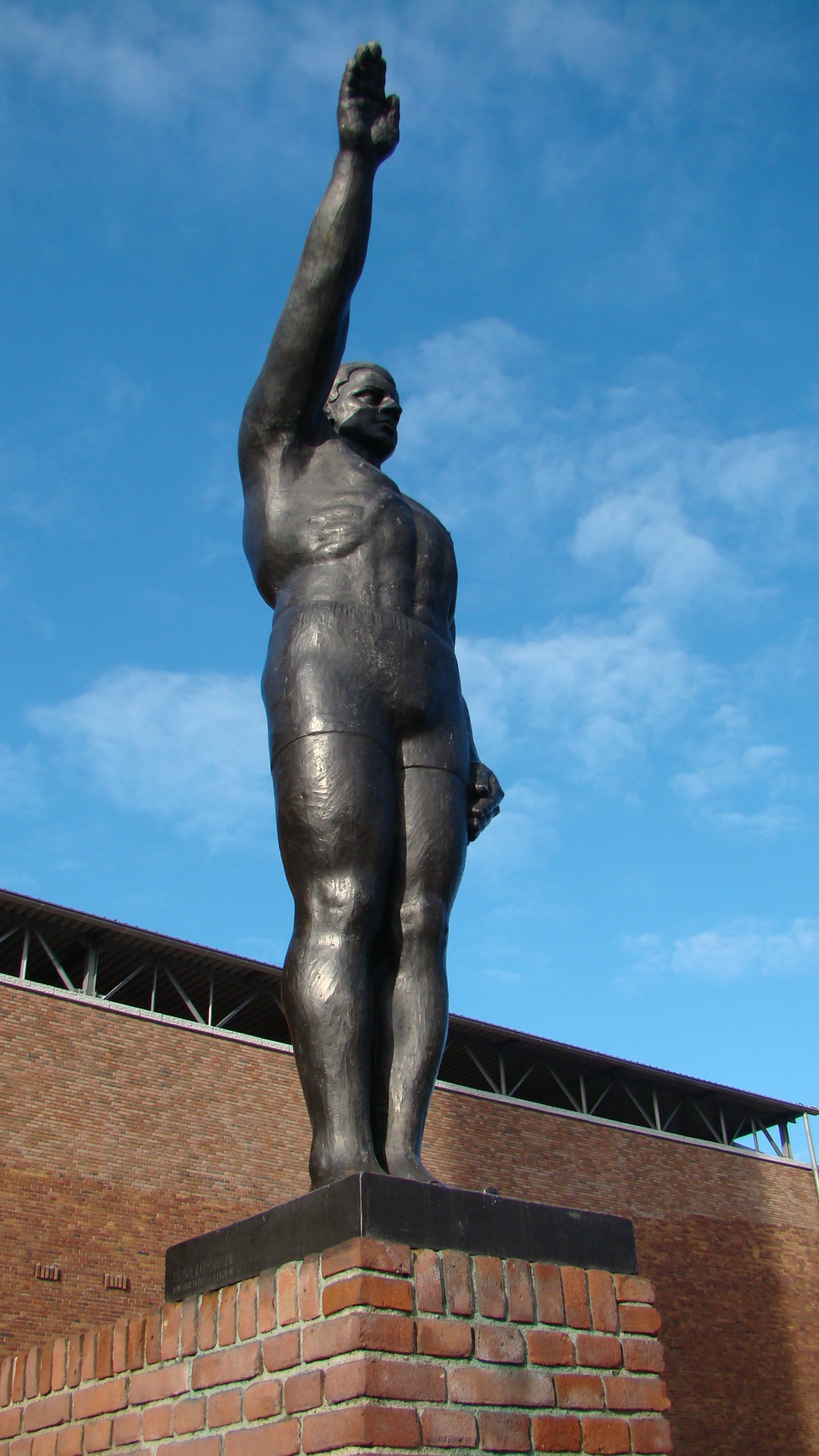
Bức tượng Chào kiểu Olympic được điêu khắc bởi Gra Rueb, được điêu khắc cho Thế vận hội Mùa hè 1928 ở Amsterdam.

Cách chào Olympic là một biến thể của kiểu chào kiểu La Mã, với cánh tay và bàn tay phải duỗi thẳng và hướng lên trên, lòng bàn tay hướng ra ngoài và hướng xuống, với các ngón tay chạm vào nhau. Tuy nhiên, không giống như Chào kiểu La Mã, cánh tay được nâng cao hơn và ở một góc bên phải so với vai. Lời chào được hiển thị trên các áp phích chính thức của các thế vận hội tại Paris 1924 và Berlin 1936.
Kiểu chào Olympic đã không còn được sử dụng kể từ Thế chiến II vì nó giống với kiểu chào của Đức Quốc xã. Nó được sử dụng (duy nhất) bởi đội tuyển Pháp trong lễ khai mạc Thế vận hội mùa đông năm 1948. Đội Nhật Bản cũng đã sử dụng nó trong cuộc diễu hành tại Melbourne vào năm 1956. Nó được thấy thoáng qua trong phim tài liệu chính thức về các nội dung thi đấu của Olympic. Lần cuối cùng trước đó Nhật Bản thi đấu tại một Thế vận hội, tình cờ là ở Berlin vào năm 1936.

## Linh vật
Kể từ Thế vận hội Mùa đông năm 1968 tại Grenoble, Pháp, Thế vận hội Olympic đã có một linh vật, thường là một con vật có nguồn gốc trong khu vực hoặc đôi khi là hình người đại diện cho di sản văn hóa. Linh vật chính đầu tiên của Thế vận hội Olympic là Misha trong Thế vận hội Mùa hè năm 1980 ở Moskva. Misha được sử dụng rộng rãi trong lễ khai mạc và lễ bế mạc, có một phim hoạt hình chiếu trên TV và xuất hiện trên một số sản phẩm hàng hóa. Ngày nay, hầu hết các mặt hàng hướng đến giới trẻ đều tập trung vào các linh vật hơn là cờ Olympic hoặc biểu tượng của tổ chức.

## Sở hữu trí tuệ
Phong trào Olympic rất bảo vệ các biểu tượng của nó; vì nhiều tài phán đã trao quyền thương hiệu độc quyền cho phong trào đối với bất kỳ sự sắp xếp năm vòng nào lồng vào nhau và cách sử dụng từ "Olympic". Những chiếc vòng có đủ tư cách để được bảo vệ bản quyền, cả vì ngày tạo và vì năm vòng tròn được sắp xếp theo một khuôn mẫu không đạt đến ngưỡng nguyên bản cần thiết để được đăng ký bản quyền.
Phong trào đã hành động chống lại nhiều nhóm bị cáo buộc đã vi phạm nhãn hiệu của họ, bao gồm cả Gay Games; ban nhạc The Hopefuls có trụ sở tại Minneapolis, trước đây là The Olympic Hopefuls; Thế vận hội Redneck hoặc Redneck Games; Awana Clubs International, một bộ thanh niên Cơ đốc đã sử dụng thuật ngữ này cho các trò chơi cạnh tranh của mình; và Wizards of the Coast, nhà phát hành vào thời điểm IOC khiếu nại trò chơi thẻ bài Legend of the Five Rings.
Năm 1938, nhà máy bia Na Uy Frydenlund đã cấp phép độc quyền cho nhãn mác của root beer có hình 5 vòng Olympic. Năm 1952, khi Na Uy đăng cai Thế vận hội Mùa đông, Ủy ban Olympic được Văn phòng Bằng sáng chế Na Uy thông báo rằng Frydenlund là người sở hữu bản quyền đối với những chiếc nhẫn ở quốc gia đó. Ngày nay, công ty kế nhiệm Ringnes AS sở hữu quyền sử dụng năm chiếc vòng đã được cấp giấy phép cho root beer của họ. Ngoài ra, một số công ty khác đã thành công trong việc sử dụng tên Olympic, chẳng hạn như Olympic Paint, công ty có cọ vẽ hình ngọn đuốc làm biểu tượng của hãng, và hãng vận tải hành khách Olympic Airlines trước đây của Hy Lạp.
Một số tổ chức và sự kiện thể thao khác đã được IOC cấp phép sử dụng từ "Thế vận hội" cho tên của chúng, chẳng hạn như Thế vận hội Đặc biệt, một sự kiện thể thao quốc tế được tổ chức bốn năm một lần dành cho người khuyết tật trí tuệ.
Trong những năm gần đây, các ủy ban tổ chức cũng đã yêu cầu thông qua luật để chống lại hoạt động tiếp thị phục kích của các nhà tài trợ không chính thức trong Thế vận hội – chẳng hạn như Đạo luật Thế vận hội Olympic Luân Đôn và Thế vận hội Paralympic 2006 – đặt ra những hạn chế nặng nề đối với việc sử dụng bất kỳ thuật ngữ hoặc hình ảnh nào có thể cấu thành liên kết trái phép với các thế vận hội, bao gồm đề cập đến thành phố chủ nhà, năm và những yếu tố khác.